# Гиртоп (Флорештський район)
Гиртоп (рум. Hîrtop) — село у Флорештському районі Молдови. Входить до складу комуни, адміністративним центром якої є село Гіндешть.

## Населення
За даними перепису населення 2004 року у селі проживали 805 осіб.
Національний склад населення села:
| Національність   | Кількість осіб | Відсоток   |
| ---------------- | -------------- | ---------- |
| молдавани румуни | 784 1          | 97,4% 0,1% |
| українці         | 12             | 1,5%       |
| росіяни          | 8              | 1,0%       |
| Всього           | 805            | 100%       |